# 잭 테일러 (드라마)
《잭 테일러》(영어: Jack Taylor)는 TV3에서 2010년부터 2016년까지 방영한 아일랜드의 범죄 드라마 텔레비전 시리즈이다. 켄 브루언의 범죄 소설들이 원작이다. 평화수호대 출신인 골웨이 유명 탐정 잭 테일러의 활약상을 그린다.

## 개요
잭 테일러는 독불장군 성미에 구식을 고집하며 종종 폭음을 하는 경찰이다. 잭은 교통을 위반한 정부 장관이 정차하길 거부하고 계속해서 과속하자 결국 멈춰세운 뒤 장관 얼굴에 주먹을 휘두르고 만다. 이후 폭행죄 명목으로 해고 당하게 되자 잭은 사표를 내고 나와 사립탐정으로 변신해 수호대가 꺼리는 사건들을 조사해나간다. 곧 의욕 넘치는 아들뻘 청년 코디 파러허가 찾아와 잭을 보조하면서 이들은 "테일러 & 코디"로 활동하게 된다.

## 출연
주연
- 이언 글렌 - 잭 테일러 역
- 킬리언 스콧 - 코디 파러허 역
- 노라제인 눈 - 케이트 누넌 순경 역

특별 출연
- 랠프 브라운 - 서턴, 잭의 오랜 친구 역